# Cypress Hill
Cypress Hill é um grupo de hip-hop latino formado em South Gate, região metropolitana de Los Angeles, Califórnia. Era originalmente chamado de DVX, mas o nome foi mudado após a saída de Mellow Man Ace em 1988. Foi também o primeiro grupo de hip hop latino a obter disco de platina. O disco de maior sucesso foi "Los grandes exitos en español", os grandes sucessos cantados em espanhol. Eles venderam aproximadamente 18 milhões de álbuns no mundo todo e são mais conhecidos pelos cinco primeiros álbuns.

## Formação do Grupo
Sen Dog e seu irmão Mellow Man Ace nasceram em Cuba no ano de 1971. Sua família emigrou de Cuba para os Estados Unidos. Em 1988, os irmãos conheceram Lawrence (Dj Muggs) e seu amigo B-Real, e juntos criaram um grupo chamado DVX (Devastador Vocal Excellence). Logo após Mellow Man Ace decide seguir carreira solo, o grupo decidiu trocar o seu nome para Cypress Hill. 

## Conflito com Westside Connection
O líder do Cypress Hill se irritou depois que membros do Westside Connection usaram uma de suas rimas, B-Real queria pelo menos os créditos e Ice Cube disse que não ia dar créditos nenhum, pois disse que a acusação era falsa. B-Real, irritado, contratou homens para roubar medalhões do Westside. Depois de serem roubados, tiraram fotos e mandaram para Ice Cube.
Ice Cube bravo lançou uma música chamada ``King Of The Hill´´, Cypress Hill não ficaram para trás e mandou ``Ice Cube Killa´´.
Mas depois de um tempo após perceber que as coisas poderiam tomar um rumo perigoso, B-Real ligou para Ice Cube e pediu desculpas e perguntou se Cube continuaria naquilo ou faria as pazes. Felizmente ambos fizeram as pazes e até gravaram juntos
Ice Cube homenageou Cypress Hill na Música ''Smoke Some Weed ".

## Membros
- DJ Muggs (Lawrence Muggerud, DJ e produtor)
- B-Real (Louis Freese, rapper)
- Sen Dog (Senen Reyes, rapper)
- Eric Bobo (Eric Correa, percussionista) - entrou em 1994

## Discografia
- Cypress Hill (1991) (RIAA –  2× Platina)
- Black Sunday (1993) (RIAA –  3× Platina)
- Legalized U.S.A (1993)
- Cypress Hill III: Temples of Boom (1995) (RIAA –   Platina)
- Unreleased & Revamped (1996)
- Live At Festival Alternativo Crazy Rock (in Chile) (1996)
- Cypress Hill IV (1998) (RIAA –   Ouro)
- En Vivo - Obras (Live & Rare) (1998)
- Los Grandes Exitos en Español (1999)
- Skull & Bones (2000) (RIAA –   Platina)
- Live At The Fillmore (2000)
- SEN DOG - Collabo Killa (2000)
- The Instrumental Album (2001)
- Stoned Raiders (2001)
- Stash (EP) (2002)
- Till Death Do Us Part (2004)
- Still Smokin' - The Ultimate Video Collection (2004)
- Greatest Hits From The Bong (2005)
- The Gunslinger vol 1 (2005)
- The Gunslingers vol 2 (2006)
- Rare Conection
- Rare & Unreleased
- Cypress Thrill (2008)
- Rise Up (2010)
- Elephants on Acid (2018)
- Back in Black (2022)

## Colaborações e Honrárias
O grupo Cypress Hill já participou de um episódio de Os Simpsons.(ep:Homerpalooza)
O grupo Cypress Hill é considerado um dos maiores grupos de Chicano Rap, do passado e do presente.
O grupo Cypress Hill é importante na defesa de reprodução da Cannabis nos EUA.
O grupo Cypress Hill colaborou no jogo Gta San Andreas com a música `´How I Could Just Kill A Man`´, transmitida na Rádio Los Santos.
O grupo Cypress Hill já fez músicas de entrada para lutadores do WWE.
O grupo Cypress Hill foi o primeiro grupo Latino a obter um disco de Platina.
O grupo Cypress Hill foi o primeiro grupo de Hip Hop Latino a ter seu nome na calçada da fama de Hollywood , tendo a honra no ano de 2019.